# Sovetskaya Gavan'
Huyện Sovetskaya Gavan' (tiếng Nga: ? райо́н) là một huyện hành chính tự quản (raion), của Vùng Khabarovsk, Nga. Huyện có diện tích 113 km², dân số thời điểm ngày 1 tháng 1 năm 2000 là 30900 người. Trung tâm của huyện đóng ở Sovetskaya Gavan'.